# Marie-France Brière (sculptrice)
Pour les articles homonymes, voir Brière (homonymie) et Marie-France Brière.
Marie-France Brière est une artiste multidisciplinaire québécoise née à Montréal en 1957 explorant principalement la sculpture sur pierre. Elle reçoit le Prix Louis-Comtois en 1996.

## Biographie
À la suite de ses études de premier cycle (1980) un séjour de plus d’un an en Italie marque son parcours et précède l’obtention d’une maîtrise en arts visuels de l’Université du Québec à Montréal (1989). Son travail, souvent l'objet d'analyses, ouvrages et articles médiatiques, depuis plus de 20 ans, fait partie intégrante de collections artistiques et de la formation du paysage urbain et prend appui sur la nécessité de redéfinir certains paramètres liés à la pratique de la sculpture en repensant les gestes qui y sont associés. Ses travaux récents l'ont conduite vers d’autres moyens matériels. Habiter dans la bouche des formes CIRCA 2007, Nimber le lieu Optica 2004, Les bouches d’ombre B-312, 2005, Duplex Centre d'arts Orford 2006. L’utilisation du feu, de la cendre, de la poussière et de la voix comme indice de la disparition de la forme. La pratique de l’écriture s’inscrit aussi dans cette démarche actuelle en continuité avec l’usage des matériaux souples qu'elle a souvent employés avec la pierre. Son expérience artistique se prolonge aussi à travers plusieurs réalisations dans le cadre du programme de l’intégration des arts à l’architecture. Ces insertions dans la communauté offrent à chaque fois, des œuvres contextuelles matérialisant différentes explorations. Parmi les plus importantes, il faut noter : 
- Cirque lunaire, cour extérieure de la Cinémathèque québécoise, Montréal, 1998.
- Le Miroir aux nuages, Institut Albert-Prévost, Hôpital Sacré-Cœur, Montréal, 1999.
- Le puits, Salle André-Mathieu, Laval, 1999.
- L'Éole, École nationale d'aérotechnique de Saint-Hubert, 2002.
- Ondes, pavillon Schulich, Université McGill, 2005.
- Laboratoire-Échantillon, Conservatoire de musique et d'art dramatique du Québec, 2009.

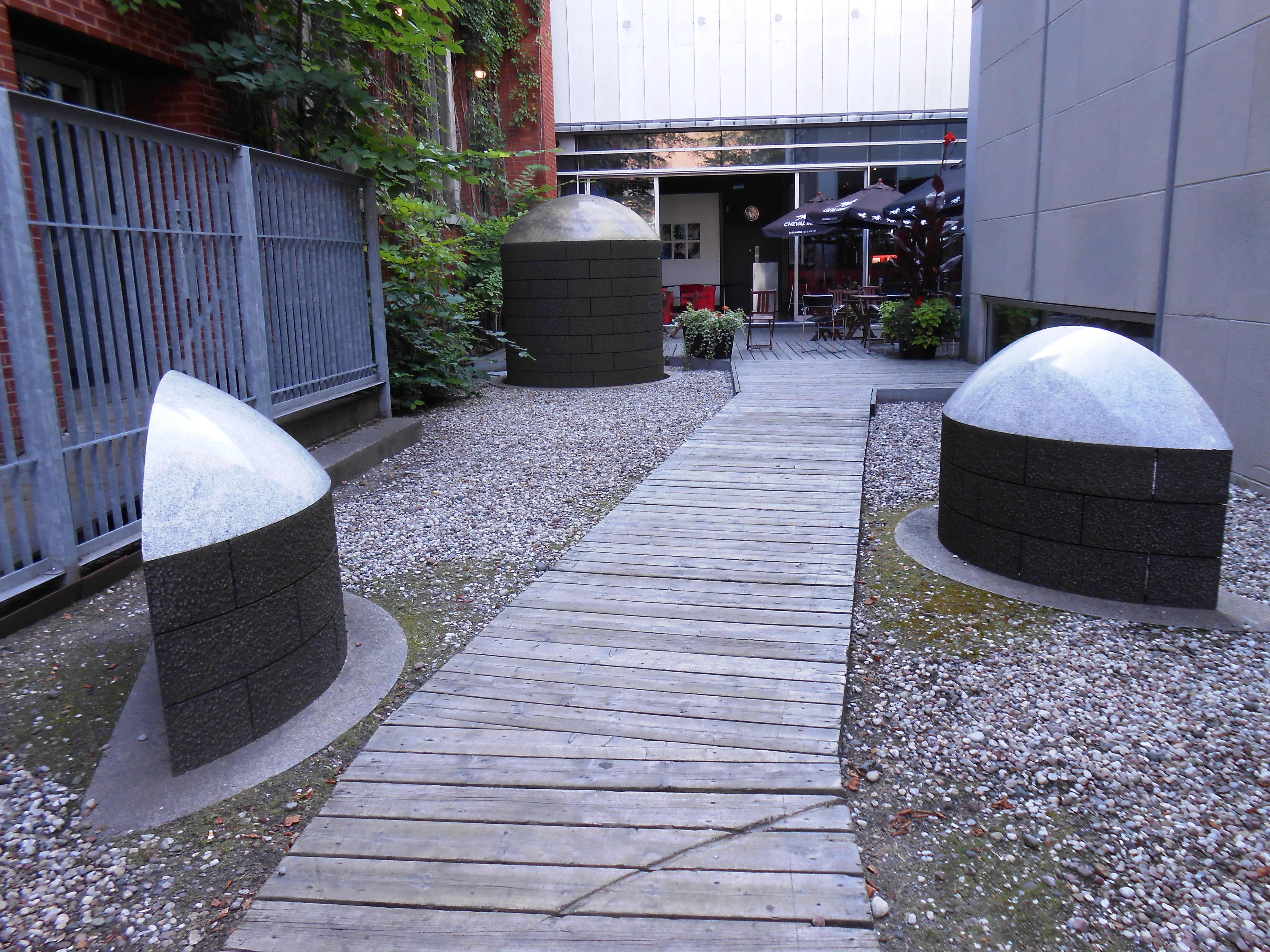
Cirque lunaire - Marie-France Brière

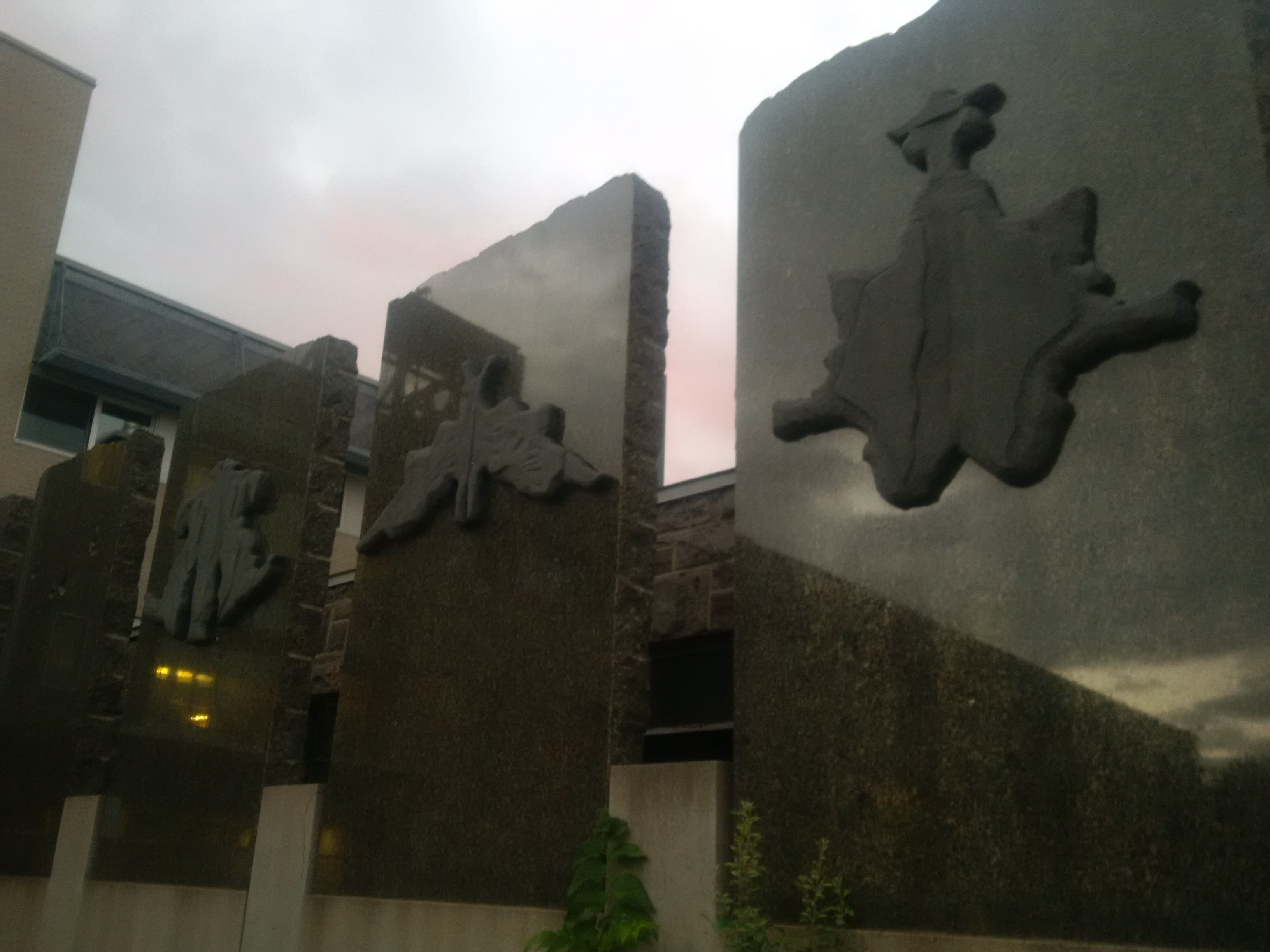
Le Miroir aux nuages. Œuvre architecturale de Marie-France Brière (sculptrice). Institut Albert-Prévost, Hôpital Sacré-Cœur, Montréal, 1999.

## Expositions personnelles
- Construction-Coupe, CIRCA, Montréal 1989
- Fantômes, La Centrale, Montréal / La Chambre Blanche, Québec 1991
- Groupe-fantômes, Expression, Centre d'exposition de Saint-Hyacinthe 1992
- Lac, Axe-Néo-7, Hull 1995
- Galerie Christiane Chassay, Montréal 1995
- Détroit, Optica, Montréal 1995
- Galerie d'art du Centre culturel de l'Université de Sherbrooke, Sherbrooke 1996
- Prégnance, Galerie Christiane Chassay, Montréal 1998
- Veines, Montréal Télégraphe, Montréal 2000
- Blanc, Dazibao, Montréal 2000 (En collaboration avec Barbara Claus)
- Foyer, Plein Sud 2002
- Nimber le lieu, Optica 2004
- Les Bouches d'ombre, B-312 2005
- Duplex, Centre d'arts Orford 2006
- Habiter dans la bouche des formes, CIRCA 2007
- Échelle 1:1, CIRCA 2013
- Fonte, Axe-Néo-7, Gatineau 2021
- La pression austéritaire, Skol 2022